# Copa da Escócia de 1973–74
A Copa da Escócia de 1973-74 foi a 89º edição do torneio mais antigo do futebol da Escócia. O campeão foi o Celtic F.C., que conquistou seu 23º título na história da competição ao vencer a final contra o Dundee United F.C., pelo placar de 3 a 0.

## Premiação
| Copa da Escócia de 1973-74       |
| Escócia                          |
| -------------------------------- |
| Celtic F.C. Campeão (23º título) |